# تاریفا
تاریفا (به اسپانیایی: Tarifa) یک دهستان‌های اسپانیا، kitesurf spot، روستا و surf spot در اسپانیا است که در استان کادیس واقع شده‌است.

## خصوصیات
تاریفا ۴۱۹٫۶۷ کیلومترمربع مساحت و ۱۷٬۷۹۳ نفر جمعیت دارد و ۷ متر بالاتر از سطح دریا واقع شده‌است.